# Littérature surréaliste
La littérature surréaliste comprend l'ensemble des textes qui furent publiés par le mouvement surréaliste, actif officiellement de 1924 à 1969, mais qui irrigua une bonne partie de la littérature postérieure. Elle contient des poèmes, des récits, des pièces de théâtre, des essais, des pamphlets, et toutes sortes de manifestes. Si la forme livre avait été en partie rejetée par la littérature dada, les surréalistes l'utilisent plus régulièrement, mais se sont aussi et surtout organisés autour de revues, comme Minotaure ou La Révolution surréaliste.
La littérature surréaliste se caractérise par une rupture avec la tradition académique, et la revendication d'une sortie des règles esthétiques et morales. La versification (en poésie) comme la chronologie narrative (dans les récits) sont mises à mal. Les surréalistes ont également le goût de la provocation, en traitant régulièrement de sujets tabous. Les écrits surréalistes ont pour ligne commune la volonté de libérer l'imagination, mobilisant en particulier le thème du rêve. Ils ont également inauguré des techniques nouvelles, comme l'écriture automatique ou le cadavre exquis.
Le mouvement surréaliste se construit en France, pour l'essentiel à Paris, mais se développe de manière internationale et en plusieurs langues, tout d'abord à travers des auteurs séjournant ou habitant à Paris, puis en essaimant à travers le monde, par exemple à Prague avec le très actif groupe des surréalistes de Tchécoslovaquie. Après son déclin, initié dès la fin des années 30, le surréalisme conserve une influence importante sur la littérature produite durant la seconde partie du XXe siècle.

## Précurseurs

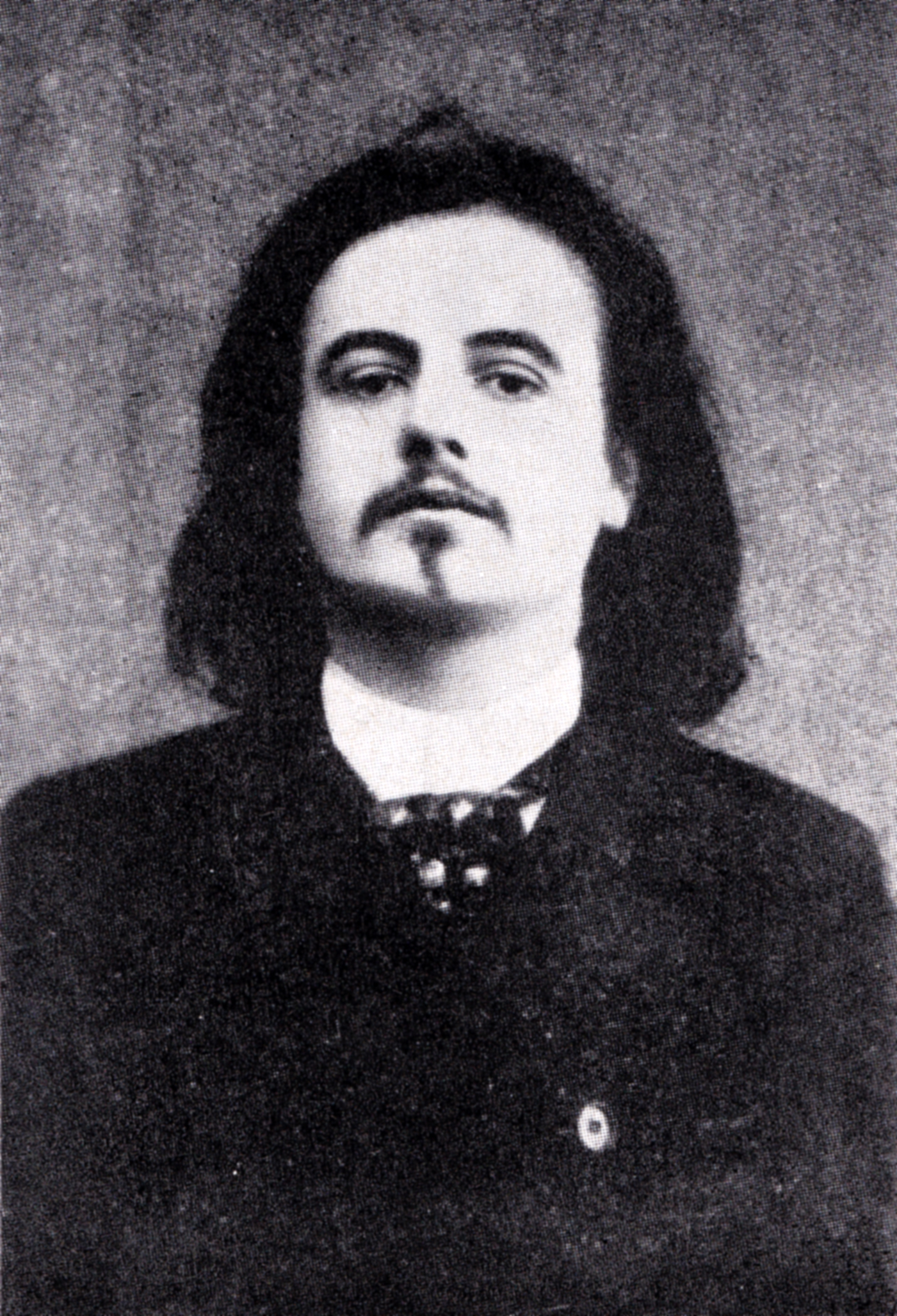
Alfred Jarry (1873-1907) est considéré comme un des précurseurs de la littérature surréaliste, en particulier via ses ouvrages Ubu Roi et Gestes et opinions du docteur Faustroll, pataphysicien.

### Sources lointaines
Parce qu'elle refuse les rapports de causalité issus de la pensée rationaliste, la littérature surréaliste renoue avec la magie et la pratique ésotérique, fait affirmé à plusieurs reprises par André Breton dans ses manifestes.

### Sources littéraires

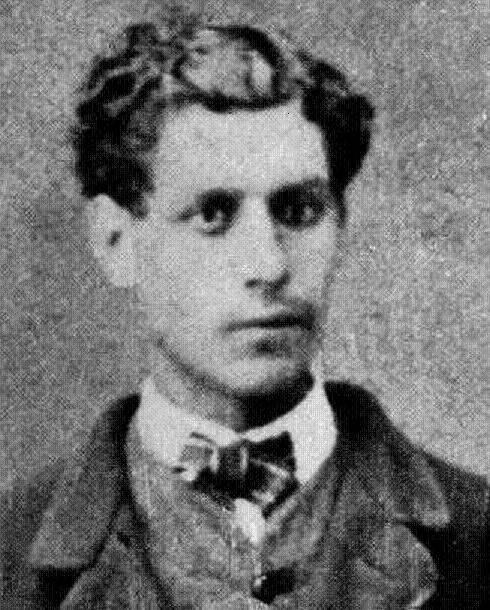
Isidore Ducasse, comte de Lautréamont, est la référence majeure des écrivains surréalistes.

Dans la littérature française, les principales influences du surréalisme sont Charles Baudelaire, Arthur Rimbaud, Stéphane Mallarmé, Guillaume Apollinaire, Gérard de Nerval, Alfred Jarry, Lautréamont.
Lautréamont est une source privilégiée, parce qu'il manie la parodie et l'inversion des normes traditionnelles (aussi bien dans Les Chants de Maldoror que dans les inversions de proverbes et aphorismes au sein de Poésie II, ce dernier ouvrage étant recopié en entier par André Breton dans un numéro de La Révolution surréaliste), qu'il pratique la fusion des contraires, critique la raison savante et affirme l'unité du savoir sous une forme d'intuitionnisme. Il est l'auteur le plus cité dans le Manifeste du surréalisme. André Breton déclarera :  « Pour nous, il n'y eut d'emblée pas de génie qui tînt devant celui de Lautréamont ». Il incarne en effet un principe de révolte complète : révolte sociale, révolte personnelle et révolte épistémologique.
Elle plonge aussi ses racines dans la littérature fantastique, en particulier celle du romantisme allemand, avec des auteurs comme Ernst Theodor Amadeus Hoffmann ou Achim von Arnim, dont ils prolongent le goût de l'étrange. Cela poursuit plus largement la vogue du conte fantastique roman noir, également représenté par Edgar Allan Poe. Parmi les sources du XIXe siècle, les surréalistes donnent leur préférence au romantisme allemand, largement préféré au romantisme français. Le système de pensée de Novalis est ainsi essentiel dans la structuration de leur propre pensée, et André Breton donnait sa préférence littéraire à Achim von Arnim.

### La poursuite des avant-gardes
La littérature surréaliste s'inscrit également dans la lignée des avant-gardes, aussi bien de la littérature dada que du futurisme et de l'expressionnisme.
Plusieurs des membres fondateurs du surréalisme ont en effet d'abord proches de dada. C'est le cas d'André Breton, de Louis Aragon et de Philippe Soupault. Ce dernier est présenté aux deux autres par Guillaume Apollinaire, qui est lui aussi une influence déterminante et le créateur du mot « surréaliste ». Parmi les poètes influents à l'époque de la formation du mouvement, les surréalistes restent proches de Pierre Reverdy, dont la poésie inspirée du cubisme, et la revue Sic, sont des références constantes des auteurs surréalistes. Parmi d'autres auteurs dont ils s'inspirent mais qui n'appartiendront pas au surréalisme, on peut citer Jacques Vaché, Max Jacob ou encore Saint-John Perse.

### L'influence de Sigmund Freud
André Breton a eu connaissance des théories de Sigmund Freud à partir de 1916, car il était en poste dans un centre psychiatrique. Il rencontre l'inventeur de la psychanalyse dès 1921, mais Freud ne partage pas l'interprétation de son œuvre par les surréalistes ; par ailleurs, à l'époque, Freud n'est pas encore traduit en français. La Science des rêves, traduit en français en 1926, est néanmoins un livre déterminant pour le mouvement : de Freud, les surréalistes partagent l'intérêt pour le rêve et pour la sexualité. Il est très régulièrement cité comme référence par les écrivains surréalistes.

## Histoire et géographie éditoriale

### De l'apparition du terme auManifeste du surréalisme

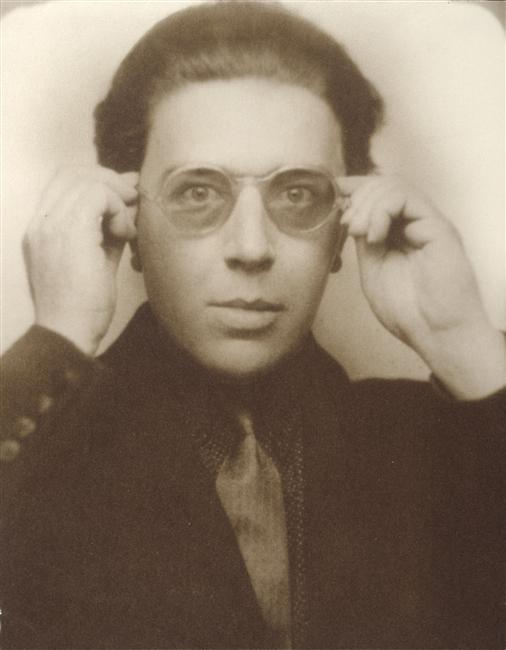
André Breton en 1924.

Le terme surréalisme apparaît à l'occasion de la publication du drame « surréaliste » de Guillaume Apollinaire, Les Mamelles de Tirésias, en 1917.
André Breton considère que le premier texte authentiquement surréaliste est Les Champs magnétiques, qu'il écrivit en mai et juin 1919 avec Philippe Soupault. Même si les deux écrivains sont alors membres de dada, André Breton insiste a posteriori sur le fait qu'il s'agit déjà d'un texte surréaliste. Le texte propose pour la première fois un exemple d'écriture automatique, qui devient une manière d'écrire typique du mouvement.
Deux autres textes annoncent le Manifeste de 1924 : tout d'abord Introduction sur le peu de réalité d'André Breton, dans lequel il propose déjà des idées qui seront reprises et développées dans le manifeste ; ensuite Une Vague de rêves de Louis Aragon, qui donne une première définition du « surréel ».
André Breton publie en 1924 le premier Manifeste du surréalisme, qui fournit un cadre théorique aux expérimentations littéraires futures. Il s'agissait, dans son premier projet, d'une préface à son propre recueil Poisson soluble.

### L'effusion: 1924-1929

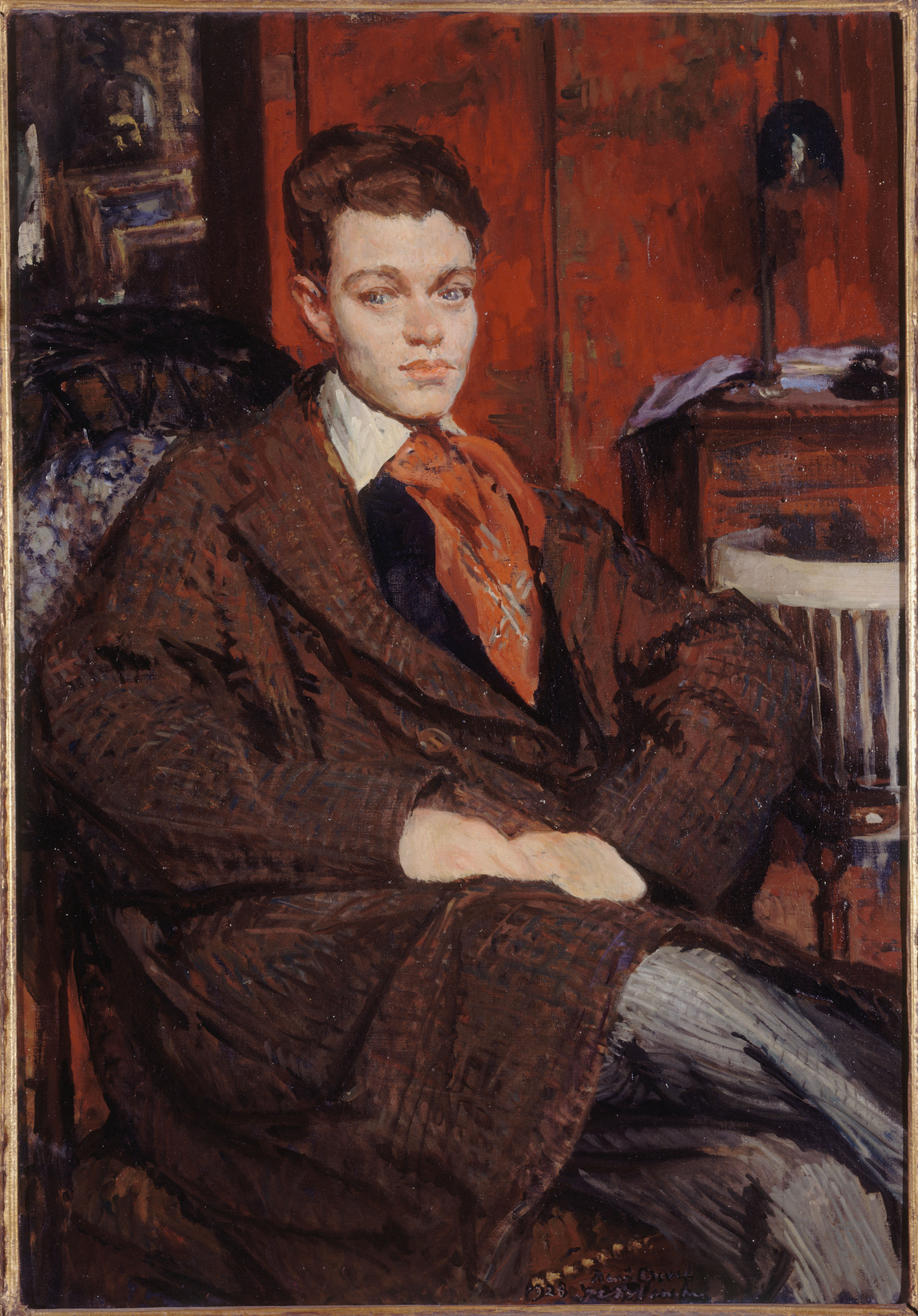
René Crevel, ici peint par Jacques-Emile Blanche en 1928, est un des principaux animateurs du groupe surréaliste.

Plusieurs œuvres majeures du surréalisme sont publiées ou écrites dans la foulée de la publication du Manifeste d'André Breton. Louis Aragon publie Le Libertinage puis Le Paysan de Paris (1926), Antonin Artaud publie L'Ombilic des limbes, André Breton Les Pas perdus et Poisson soluble, Paul Eluard Mourir de ne pas mourir, Benjamin Péret Immortelle maladie.
L'année 1925 est elle aussi une année faste, avec des publications de René Crevel, Antonin Artaud, Michel Leiris et de nombreux autres. Les surréalistes sont alors pris entre d'un côté l'impression de « faire école », devenir un mouvement littéraire, et la volonté de demeurer révolutionnaires. C'est aussi l'année où les questions politiques deviennent centrales dans le mouvement, particulièrement sous l'impulsion d'André Breton, qui lit alors les oeuvres de Marx, d'Engels, de Lénine et de Trotski.
Durant cette même année, les membres se réunissent tantôt chez André Breton, tantôt rue du Château, derrière Montparnasse, où cohabitent Marcel Duhamel, Jacques Prévert et Yves Tanguy, qui viennent de rejoindre le mouvement. C'est lors d'une de ces réunions de la rue du Château qu'est inventée la pratique du cadavre exquis.
Bien que le rythme des publications se poursuive pour les membres du surréaliste, ceux-ci se disputent rapidement autour des questions politiques. Si plusieurs adhèrent au Parti Communiste en 1927, ils ne parviennent pas à imposer leur ligne culturelle dans ce mouvement, que certains abandonnent rapidement (André Breton et Benjamin Péret, ainsi que Paul Eluard qui y adhèrera à nouveau lors de son entrée dans la Résistance). Des membres jugés « bourgeois » sont exclus en 1929, dont certains fondent Le Grand Jeu : René Daumal, Roger Gilbert-Lecomte notamment. Les exclus répondent avec le pamphlet Un Cadavre (reprenant le titre du pamphlet surréaliste de 1924 contre Anatole France), qui accuse violemment André Breton de dérive sectaire et autoritaire.
André Breton publie en 1929 le Second manifeste du surréalisme, dans le but de réaffirmer les principes initiaux et de réunir les membres, mais la désunion se poursuit, avec de nombreux pamphlets interposés. Robert Desnos est lui aussi exclu.

### L'effilochement progressif

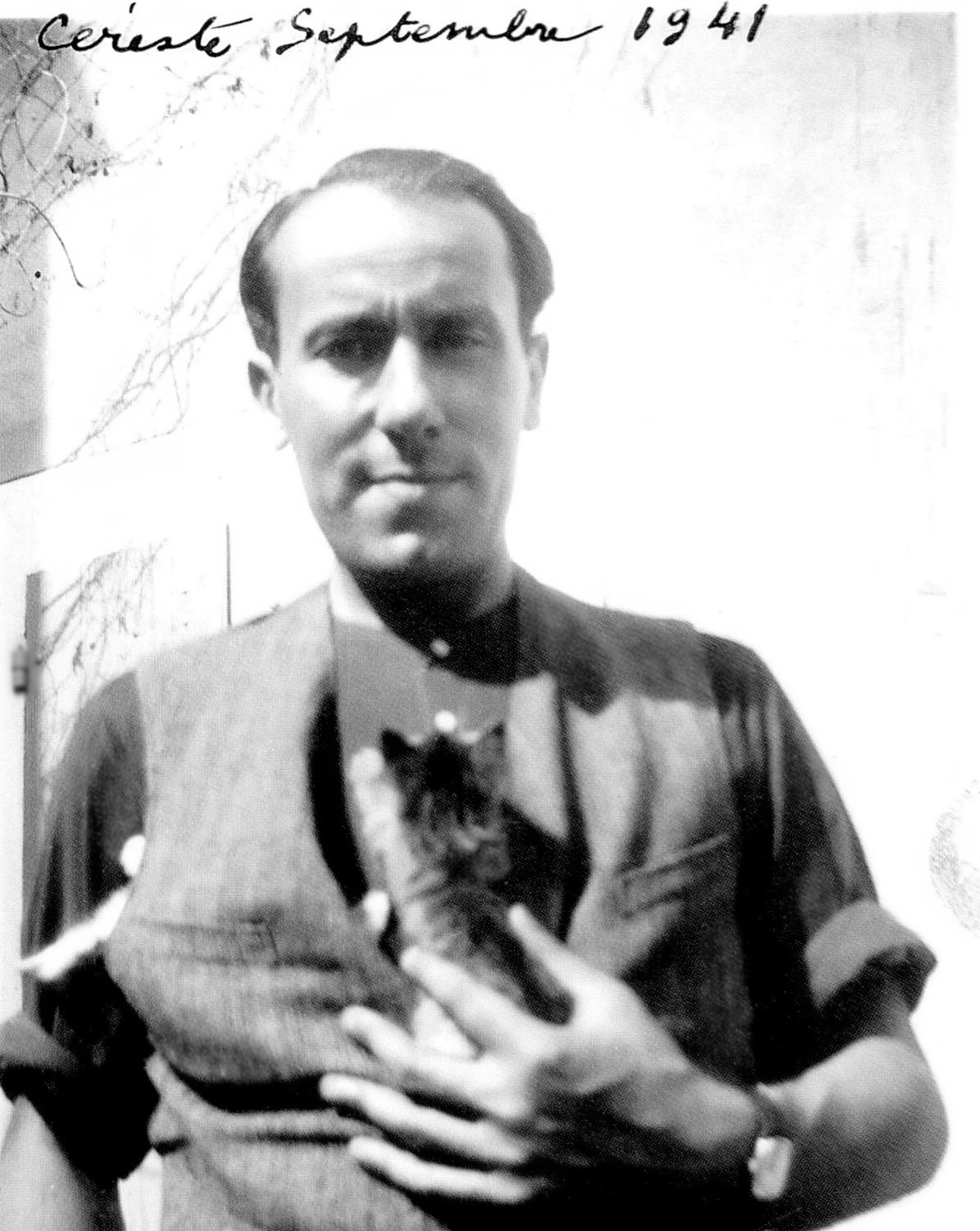
René Char, ici photographié en 1941, a rejoint le surréalisme au début des années 1930. Après la Seconde Guerre mondiale, il se retire à L'Isle-sur-la-Sorgue et ne participe plus aux activités du groupe.

Les surréalistes se réunissent autour d'une nouvelle revue, Le surréalisme au service de la révolution. René Char, Léo Malet, Georges Sadoul et André Thirion rejoignent le mouvement. Après l'exclusion d'André Breton du PCF en 1933, Louis Aragon se sépare progressivement du groupe, pour s'engager plus nettement dans la soutien politique et intellectuel à la Russie soviétique. À partir de 1933, la revue Le surréalisme au service de la révolution cesse de paraître ; aucune des revues suivantes n'atteindra plus l'audience et l'influence des revues passées. René Crevel se suicide en 1935. André Breton est désormais le seul des membres fondateurs encore présent dans le mouvement. Le déclenchement de la guerre, en 1939, disperse les écrivains surréalistes aux quatre coins du monde.
Dans les années 1940, de nombreux surréalistes étant présents aux États-Unis, des activités surréalistes y ont lieu, en particulier autour de la revue VVV, fondée par André Breton avec Marcel Duchamp et Max Ernst.
Au retour de l'exil, à la fin de la Seconde Guerre mondiale, André Breton tente de nouveau de réunir des membres. De nouveaux arrivants apparaissent : Jean-Pierre Duprey, Julien Gracq, André Pieyre de Mandiargues, Stanislas Rodanski. Des femmes sont enfin acceptées comme membres du groupe, en particulier Joyce Mansour. Les dissensions se poursuivent néanmoins, avec notamment une bagarre déclenchée par André Breton lors d'une conférence de Tristan Tzara en 1947. La plupart des surréalistes yougoslaves de la revue Témoignages intègrent le gouvernement du maréchal Tito ; en Tchécoslovaquie, Zavis Kalandra est exécuté par le pouvoir communiste et Karel Teige meurt prématurément d'une crise cardiaque, possiblement lié à un harcèlement constant de la police secrète. André Breton se retire dans le Lot.
Des revues continuent d'être créés pour maintenir le groupe : Néon (1948-1949), Médium (1952-1953), ou encore La Brèche (1961-1965). Cependant, plus aucun texte majeur n'est publié, et l'influence du surréalisme devient plus diffuse. Des ralliements continuent d'arriver, comme en 1950 celui du poète mexicain Octavio Paz, futur prix Nobel de littérature. Peu à peu, la littérature strictement issue du groupe surréaliste se fait moins importante, mais commence la diffusion d'une influence non négligeable. Ainsi, Boris Vian n'a jamais été membre du surréalisme, mais une oeuvre comme L'écume des jours est fortement imprégnée de surréalisme. Certains surréalistes naissent par ailleurs posthumes, comme Colette Peignot, qui était en marge du surréalisme et mourut en 1938, et dont l'œuvre est essentiellement découverte durant les années 1970.
André Breton meurt le 28 septembre 1966. La revue L'Archibras (1967-1969) poursuit les activités surréalistes, mais, le 4 octobre 1969, le journal Le Monde publie un encart de Jean Schuster : « Le numéro 7 de la revue L'Archibras est la dernière manifestation du surréalisme, en tant que mouvement organisé en France ».

## L'influence diffuse

### Dans les littérature francophones
Pour des raisons à la fois politiques et esthétiques, le surréalisme eut une influence considérable dans les littératures des peuples colonisés. Ainsi, Cahier d'un retour au pays natal d'Aimé Césaire est publié avec le soutien d'André Breton, qui en rédige également la préface. Dans la revue Tropiques, Suzanne Césaire rend compte de cette influence surréaliste dans deux articles : André Breton, poète (1941) et 1943 : le surréalisme et nous (1943),.
Bien qu'il n'ait jamais été membre du surréalisme, Boris Vian en est fortement imprégné.

### À l'international

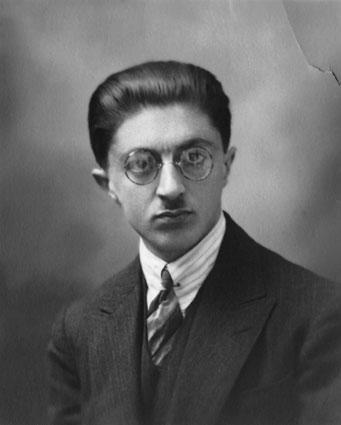
Considéré comme un des plus grands romanciers de l'Iran moderne, Sadegh Hedayat a été influencé par le surréalisme, qu'il a connu lorsqu'il habitait à Paris. La Chouette aveugle fut déclaré par André Breton le grand classique du roman surréaliste.

Dès 1925, la revue japonaise Bungei-Tambi de Shūzō Takiguchi publiait des textes d'Aragon et d'Eluard.
En 1934, Jindřich Štyrský, Toyen et Vítězslav Nezval fondent le groupe surréaliste praguois. Les activités de ce groupe seront florissantes et se poursuivront tout au long du XXe siècle.
L'influence du surréalisme est également notable dans les littératures décoloniales en néerlandais, notamment le poète surinamien Bernardo Ashetu, ainsi que les poètes curaciens Luc Tournier, Oda Blinder, Charles Corsen et Tip Marugg.
Cette influence se perçoit aussi dans La Chouette aveugle de Sadegh Hedayat, ainsi que plusieurs récits de Julio Cortázar, dont le roman Marelle.

## Traits esthétiques
Les œuvres des surréalistes sont plurielles, et de nature parfois opposées. La poésie est le genre central du mouvement, mais dès le début du mouvement sont écrits des romans, comme Le Paysan de Paris d'Aragon. L'écriture automatique est pratiquée par plusieurs de ses auteurs, mais pas tous : Paul Eluard, par exemple, ne s'y essaiera jamais. Un certain nombre de traits communs existent, mais pas de totale unité, puisque le surréalisme, écrit Maurice Blanchot, « ne fut ni système, ni école, ni mouvement d'art ou de littérature, mais pure pratique d'existence ».

### Libérer l'imagination
La littérature surréaliste a pour dénominateur commun la volonté de puiser les œuvres dans l'imagination et non dans la tradition. Les œuvres doivent faire sortir des images issues de l'inconscient, ou en tout cas libérées des « conditions morales, psychiques ou même physiques où l'ordre actuel, rationnel, confine l'homme ». (Gérard Durozoi et Bernard Lecherbonnier). Cela explique l'attrait des surréalistes pour la psychanalyse de Sigmund Freud, qui montre la manière dont les pulsions premières (que veulent faire émerger les surréalistes) sont réprimées par un surmoi instauré par la société.
Les surréalistes développent aussi un attrait pour le rêve, aussi bien en écrivant des récits de leur propre rêve qu'en écrivant des textes inspirés par la structure illogique des rêves. D'autres méthodes sont expérimentées : l'usage de stupéfiants, l'écriture sous hypnose.

### L'écriture automatique
Toujours dans le but de libérer l'imagination, les surréalistes développent la méthode de l'écriture automatique, qui permet d'associer des images sans chercher à leur donner une trame. Cette méthode est utilisée par André Breton et Philippe Soupault dans Les Champs magnétiques (1919), puis par d'autres surréalistes, notamment dans la revue La Révolution surréalisteElle consiste à écrire le plus rapidement possible, sans contrôle de la raison, sans préoccupations esthétique ou morale, voire sans aucun souci de cohérence grammaticale ou de respect du vocabulaire. L'état nécessaire à la bonne réalisation est un état de lâcher-prise, entre le sommeil et le réveil (proche d'un état hypnotique).

### Le goût de la provocation
Littérairement, cette libération de l'imagination doit aboutir à tracer des voies nouvelles, c'est-à-dire à un souci d'originalité. Cette originalité nécessité, selon les surréalistes, de s'élever contre la logique rationaliste (mise à mal aussi bien par Freud que par les théories d'Einstein), contre la morale et contre le goût traditionnel.
Selon les critiques Gérard Durozoi et Bernard Lecherbonnier, « les scandales jouent un rôle de catalyseur entre les membres du groupe ». Ils prennent en cela la suite de dada, tout en y donnant un ton de plus en plus ancré politiquement, notamment à partir du pamphlet célébrant la mort d'Anatole France.

### Inventivité verbale et mort de la rhétorique
Dès les premiers temps du surréalisme, le critique Jean Paulhan, particulièrement dans sa correspondance avec Paul Eluard, propose des éléments théoriques pour analyser la pratique surréaliste. Il lit le surréalisme au regard des théories de Ferdinand de Saussure : les surréalistes revendiquent l'arbitraire de la langue, l'autonomie des mots par rapport par la pensée. Il y a chez eux une volonté de renverser les conventions du langage.

## Principales oeuvres

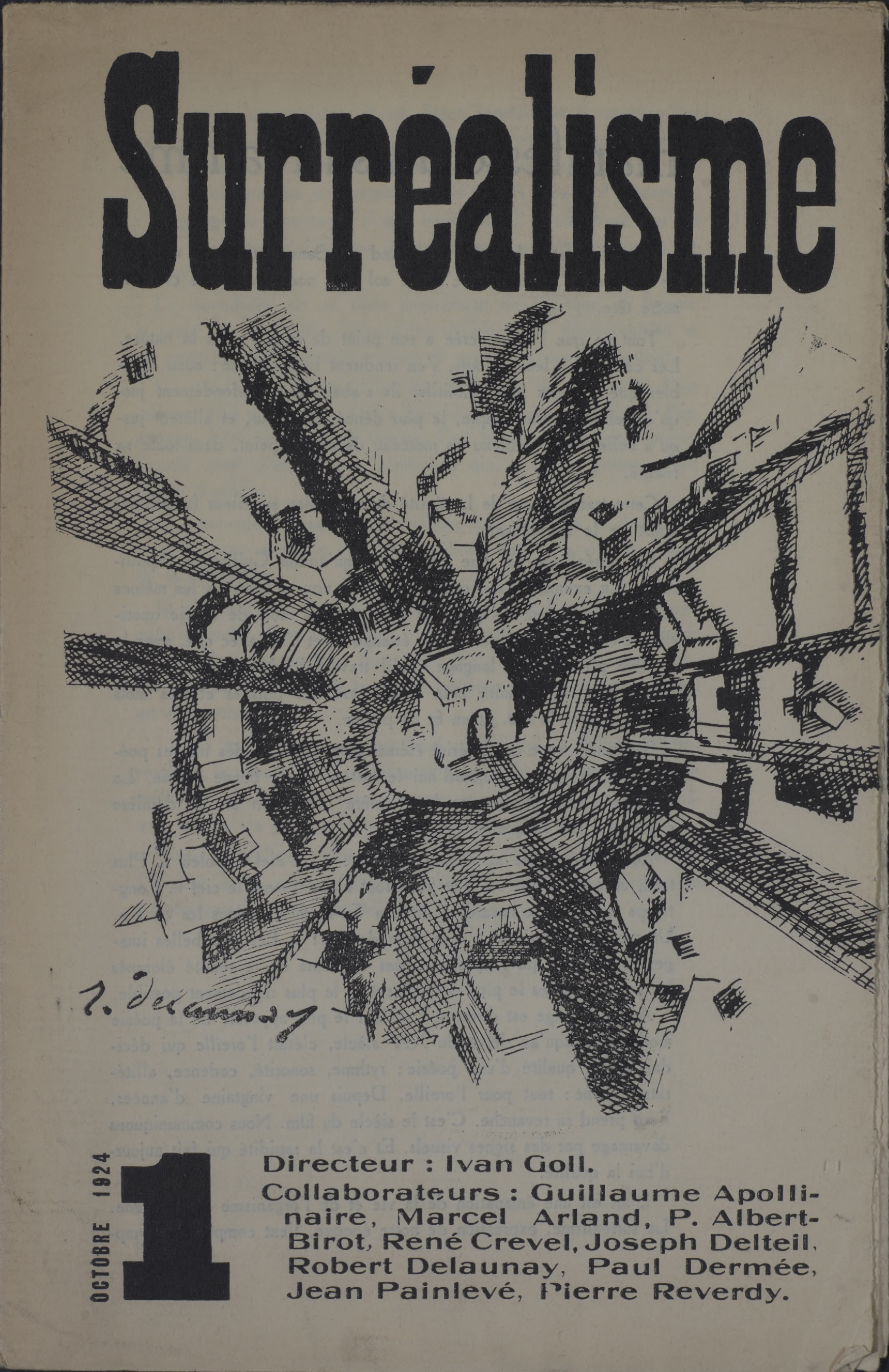
Yvan Goll, Surréalisme, Manifeste du surréalisme, Volume 1, Numéro 1, 1 octobre 1924, couverture de Robert Delaunay.

### Poésie
- André Breton et Philippe Soupault, Les Champs magnétiques, Paris, 1920.
- Paul Eluard, Capitale de la douleur, Paris, 1926.
- Robert Desnos, Corps et biens, 1930, Paris.
- Joyce Mansour, Cris, 1953, Paris.
- Laurens Vancrevel (dir.), Spiegel van de surrealistische poëzie in het Nederlands [Anthologie de la poésie surréaliste en néerlandais], Amsterdam, Meulenhoff, 1989, rééd. augmentée en 2012.

### Récits
- André Breton, Nadja, Paris, 1928.
- René Crevel, Êtes-vous fous ?, Paris, 1929.
- Sadegh Hedayat, La Chouette aveugle, 1936, Bombay.
- André Breton, L'Amour fou, 1937, Paris, Gallimard.
- Julio Cortázar, Cronopes et Fameux, 1962, Buenos Aires.

### Théâtre
- Roger Vitrac, Victor ou les Enfants au pouvoir, Paris, 1928.
- Antonin Artaud, Les Cenci, Paris, 1935.
- Eugène Ionesco, La Cantatrice chauve, Paris, 1950.

### Essais
- André Breton, Manifeste du surréalisme (1924 et 1930), Paris, Gallimard, coll. « Folio », 1998.
- Louis Aragon, Traité du style, 1928.
- Antonin Artaud, Le Théâtre et son double, Paris, 1938.

### Revues
- Littérature, Paris, 1919-1924.
- La Révolution surréaliste, Paris, 1924-1929.
- Le Surréalisme au service de la révolution, Paris, 1930-1933.
- Minotaure, Paris, 1933-1939.
- VVV, New York, 1942-1944.
- Tropiques, Martinique, 1941-1944.
- Daily-Bul, La Louvière, Belgique, 1957-1983.
- Bulletin de liaison surréaliste, Paris, 1970-1976.
- Surréalisme, Paris, 1977.